# HD 32450
HD 32450 (también conocido como Gliese 185) es una estrella de enana roja ubicada en la constelación de Lepus. Está localizado aaproximadamente 28 años luz del sistema solar. Esta estrella hará su aproximación más cercana al Sol en aproximadamente 350 000 años, cuándo se acercará hasta 14.8 años luz (4.5 pc).